# Hippomedon keldyshi
Hippomedon keldyshi is een vlokreeftensoort uit de familie van de Lysianassidae. De wetenschappelijke naam van de soort is voor het eerst geldig gepubliceerd in 1994 door G. Vinogradov.